# Callirhipis antiqua
Callirhipis antiqua là một loài bọ cánh cứng trong họ Callirhipidae. Loài này được Waterhouse miêu tả khoa học đầu tiên năm 1877.